# Jean-Pierre Léaud
Jean-Pierre Léaud (ejtsd: zsanpierr léó) (Párizs, 1944. május 28. –) francia filmszínész.

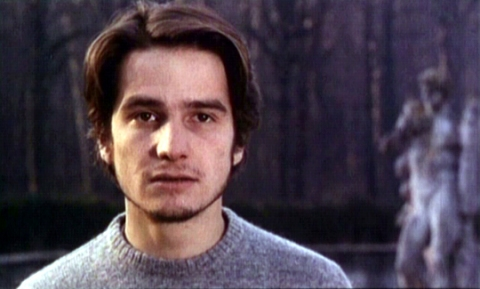
A Disznóól c. filmben (1969)

## Élete és pályafutása
Jacqueline Pierreux színésznő és Pierre Léaud forgatókönyvíró fia.
15 éves korában mutatkozott be színészként  Antoine Doinel szerepében François Truffaut, francia filmrendező alteregójaként, a Négyszáz csapás című filmben. A filmben nyújtott alakítására azonnal felfigyelt a cannes-i filmfesztivál zsürije és annak elnöke, Jean Cocteau is, aki azonnal felkérte őt új filmje, az Orpheus testamentuma egyik szerepére.
Léaud volt a főszereplője Truffaut négy további filmjének is, amelyek Doinel életének 20 évét ölelik át, Claude Jade partnereként, aki előbb a barátnőjét, majd a felesége, Christine szerepét játszotta: Lopott csókok (1968), Családi fészek  (1970) és Menekülő szerelem (1979). 
Léaud játszott más meghatározó rendezők filmjeiben is, mint Jean-Luc Godard, Bernardo Bertolucci, Agnès Varda. Az 1990-es években kezdődött karrierjének második felívelő korszaka, miután a finn Aki Kaurismäki fontos szerepre szerződtette Bérgyilkost fogadtam (J’ai engagé un tueur) című filmjében. Ezután több nagy szerepet kapott Philippe Garrel, Olivier Assayas filmjeiben. Godard több munkájában rendezőasszisztensként is közreműködött, sőt önálló filmet is rendezett Miről van szó? (De quoi s’agit-il?) címmel. Főszereplője volt Sándor Pál Csak egy mozi c. filmjének is.

## Ismertebb filmjei
- 1958: La Tour színre lép (La Tour, prends garde!) (r.: Georges Lampin)
- 1959: Négyszáz csapás (r.: François Truffaut)
- 1960: Orpheusz testamentuma (r.: Jean Cocteau)
- 1962: Antoine és Colette (r.: François Truffaut) (a Húszévesek szerelme egyik epizódja)
- 1965: Bolond Pierrot (r.: Jean-Luc Godard) (rendezőasszisztens is)
- 1964: Egy férjes asszony - töredékek egy 1964-ben forgatott fekete-fehér filmből (r.: Jean-Luc Godard) (rendezőasszisztens)
- 1964: Bársonyos bőr (r.: François Truffaut) (rendezőasszisztens)
- 1966–1967: A Mikulásnak kék szeme van (r.: Jean Eustache)
- 1966: Made in U. S. A. (Jean-Luc Godard) (színész és rendezőasszisztens)
- 1966: Hímnem-nőnem - tizenöt hiteles tény (Jean-Luc Godard)
- 1966: Alphaville (Jean-Luc Godard) (rendezőasszisztens is)
- 1967: Week-end (Jean-Luc Godard)
- 1967: A kínai lány (Jean-Luc Godard)
- 1967: Az indulás (Jerzy Skolimowski)
- 1968: Lopott csókok (François Truffaut)
- 1969: Vidám tudomány (Jean-Luc Godard)
- 1969: Disznóól (Porcile) (Pier Paolo Pasolini)
- 1970: Családi fészek (François Truffaut)
- 1971: Két angol lány és a kontinens (François Truffaut)
- 1971: Out One - Noli Me Tangere (Jacques Rivette)
- 1972: Utolsó tangó Párizsban (Bernardo Bertolucci)
- 1973: A mama és a kurva (Jean Eustache)
- 1973: Amerikai éjszaka (François Truffaut)
- 1974: Out One - Spectre (Jacques Rivette)
- 1974: Miről van szó? (De quoi s’agit-il?) (rendező)
- 1979: Menekülő szerelem (François Truffaut)
- 1984: Párizs, ahogyan látja... 20 év múlva (Philippe Garrel és mások)
- 1985: A detektív (Jean-Luc Godard)
- 1985: Csak egy mozi  (Sándor Pál)[6]
- 1988: Egy kamaszlány (Catherine Breillat)
- 1989: A luxusbunker (Enki Bilal)
- 1991: Párizs ébred (Olivier Assayas)
- 1990: Bérgyilkost fogadtam (Aki Kaurismäki)
- 1992: Bohémélet (Aki Kaurismäki)
- 1993: A szerelem születése (Philippe Garrel)
- 1996: Az én pasim (Bernard Blier)
- 1996: Irma Vep (Irma Vep) (Olivier Assayas)
- 2000: Ízlések és pofonok (Bernard Rapp)
- 2000: A Marcorelle-ügy (Serge Le Péron)
- 2001: A pornófilmes (Bertrand Bonello)
- 2001: És ott hány óra van? (Tsai Ming-liang)
- 2005: Ben Barka gyilkosság (Serge Le Péron)
- 2011: Kikötői történet (Aki Kaurisäki)

## Szakirodalom
- Bikácsy Gergely: Bolond Pierrot moziba megy – a francia film ötven éve (Budapest, 1992, Héttorony Könyvkiadó – Budapest Film)
- Pentelényi László – Zentay Nóra Fanni (szerk.): JLG/JLG – Jean-Luc Godard dicsérete, avagy a filmművészet önfelszámolása (Szerzőifilmes Könyvtár 3. kötet; Budapest, 2012, Francia Új Hullám)